# Ravansar
Ravansar, est un village situé dans la province de Kermanshah, en Iran. Il abrite un relief rupestre achéménide tardif qui consiste en une scène d’offrande par un fidèle.
Les reliefs post-Achéménides, également appelés achéménides tardifs, correspondent à des panneaux rupestres dont la date d’exécution est controversée. Ils ont initialement attribués aux Mèdes par Roman Ghirshman du fait de leurs localisations correspondant à l’ancienne Médie ou du style vestimentaire mède. Ces reliefs ont été plus probablement sculptés aux IVe et IIIe siècles av. J.-C., à la fin de la période achéménide, ou au début de l’ère séleucide, voire parthe. L’autorité des Séleucides s’exerçait en réalité plutôt en Syrie, en haute Mésopotamie, et en Asie mineure. Elle ne s’étendait que dans la partie Ouest de l’Iran, aux villes situées sur les routes principales. Plusieurs provinces ainsi que la plupart des campagnes échappaient donc au pouvoir grec. Les reliefs réalisés à cette époque ont donc gardé une facture achéménide, et ne comporte aucune trace d’influence hellénistique. Leur exécution est techniquement fruste, attestant d’un caractère « provincial » qui les différencie clairement de l’art officiel royal achéménide en vigueur depuis Darius Ier jusqu’à la chute du premier empire perse.

## Sources
- (fr) Louis Vanden Berghe, Reliefs rupestres de l'Iran ancien, Musées royaux d’art et d’histoire, Bruxelles, 1984, 208 pp.
- (fr) Rémy Boucharlat, « Les sites d'époque parthe en Iran », in: Les Parthes, Les Dossiers d'archéologie, N° 271, mars 2002, Faton, p. 54-63
- (fr) Ernie Haerinck, « une tradition iranienne ; l’art des bas-reliefs rupestres », p 54-60, in: Empires Perses d'Alexandre aux Sassanides, Les Dossiers d'archéologi, N° 243, mai 1999, Faton.